# Hronec (potok)
Hronec – potok w Karpatach Zachodnich w środkowej Słowacji, lewobrzeżny dopływ Hronu. Jego dolina w górnej części stanowi granicę między Rudawami Weporskimi (masyw Fabovej hole) na zachodzie a Płaskowyżem Murańskim na wschodzie.
Źródła Hronca znajdują się na wysokości 985–1000 m n.p.m. na północnych stokach przełęczy Burda. Część publikacji uznaje za główny tok źródłowy Hronca potok, mający źródło na wysokości ok. 1270 m n.p.m. w górnej części dolinki o nazwie Malá Fabova dolina, wciętej we wschodnie stoki Fabovej hole.
Potok spływa początkowo w kierunku północno-północno-wschodnim aż do miejsca koło leśniczówki Pätina, w którym przyjmuje swój prawobrzeżny dopływ, potok Dudlavka. Odtąd spływa już generalnie w kierunku północnym głęboką, gęsto zalesioną doliną. Jedynie w dolnej, nieco szerszej części doliny wzdłuż potoku ciągną się wąskie pasy polan.
Po opuszczeniu gór potok wypływa w Závadce nad Hronom na teren Kotliny Helpiańskiej, skręca ku północnemu zachodowi i natychmiast, na wysokości 611 m n.p.m., uchodzi do Hronu.
W przeszłości od stacji kolejowej w Závadce nad Hronom całą doliną Hronca wiodła trasa leśnej kolei wąskotorowej, przeznaczonej do zwożenia drewna z okolicznych lasów. Jej boczne odgałęzienia podchodziły wysoko w kilka z bocznych dolin. Obecnie tym śladem w dolinie Hronca prowadzi wąska, asfaltowa droga, zamknięta jednak dla ruchu pojazdów samochodowych.